# Белвал Боа де Дам
Белвал Боа де Дам (фр. Belval-Bois-des-Dames) насеље је и општина у североисточној Француској у региону Шампањ-Арден, у департману Ардени која припада префектури Вузје.
По подацима из 2011. године у општини је живело 36 становника, а густина насељености је износила 2,09 становника/km². Општина се простире на површини од 17,22 km². Налази се на средњој надморској висини од 230 метара.

## Демографија
| 1962. | 1968. | 1975. | 1982. | 1990. | 1999. | 2011. |
| ----- | ----- | ----- | ----- | ----- | ----- | ----- |
| 47    | 59    | 59    | 47    | 39    | 51    | 36    |

График промене броја становника у току последњих година